# Йохан Зигизмунд фон Тун и Хоенщайн
Йохан Зигизмунд фон Тун и Хоенщайн (на немски: Johann Sigismund Graf von Thun und Hohenstein; * 20 септември 1594; † 29 юни 1646, Дечин, Чехия) е граф на Тун и Хоенщайн в Тирол.

## Биография
Той е син на граф Йохан Киприан фон Тун и Хоенщайн (1569 – 1630), станал 1629 г. имперски граф фон Хоенщайн, и съпругата му Анна Мария фон Прайзинг.
Йохан наследява замъка и имението Кластерец от баща си. По времето на Йохан, по време на Тридесетгодишната война, замъкът с неговия квартал е изгорен и ограбен през 1639 и 1646 г. от шведската армия.
Той умира на 51 години на 29 юни 1646 г. в Дечин в Чехия.

## Фамилия
Първи брак: през 1612 г. с графиня Барбара фон Тун-Калдес († 1618). Те имат четири деца:
- Юдит Анна фон Тун и Хоенщайн (* 30 юли 1614; † 16 септември 1669), монахиня и приорес в Залцбург
- Кристоф Симон фон Тун и Хоенщайн (* 1615; † 1643, в битка), женен за графиня Анна Барбара фон Траутмансдорф
- Гуидобалд фон Тун и Хоенщайн (* 16 декември 1616, Кастелфондо; † 1 юни 1668, Залцбург), кардинал (1666), княжески архиепископ на Залцбург (1654 – 1668)
- Анна Магдалена Елизабет фон Тун и Хоенщайн, омъжена в Хофбург, Виена, на 18 юни 1656 г. за граф Йохан Максимилиан II фон Херберщайн († 1679)

Втори брак: на 21 февруари 1628 г. с Анна Маргарета фон Волкенщайн-Тростбург († 7 септември 1635, Прага, Бохемия), дъщеря на граф Маркус Освалд фон Волкенщайн (1592 – 1636) и Анна Мария фон Куен-Белази. Те имат двама сина:
- Венцел/Венцеслаус фон Тун и Хоенщайн (* 13 август 1629; † 8 януари 1673), епископ на Пасау (1664 – 1673) и на Гурк (1665 – 1673)
- Михаел Освалд фон Тун и Хоенщайн (* 13 октомври 1631; † 31 януари 1694, Прага, Бохемия), щатхалтер на Бохемия, женен I. на 14 септември 1654 г. в Залцбург за графиня Елизабет фон Лодрон († 1688), II. за графиня Анна Цецилия фон Таннхаузен (* 14 март 1674; † 15 февруари 1721); има от I. брак две дъщери.

Трети брак: на 6 юли 1637 г. в Прага с графиня Маргарета Анна фон Йотинген-Балдерн († 19 юни 1684), дъщеря на граф Ернст I фон Йотинген-Балдерн (1584 – 1626) и графиня Катарина фон Хелфенщайн-Визенщайг (1589 – 1638). Те имат осем деца:
- Дон Максимилиан фон Тун-Хоенщайн (* 19 август 1638; † 7 август 1701), носител на ордена на Златното руно, женен I. за графиня Мария Франциска Емеренция фон Лодрон († 12 май 1679), II. на 11 август 1680 г. за графиня Мария Максимилиана фон Лихтенщайн (* 14 август 1659; † 17 юли 1687), III. пр. 1694 г. за графиня Мария Аделхайд фон Прайзинг; той основава Бохемската линия; има общо седем деца
- Франц Зигмунд фон Тун и Хоенщайн (* 1 септември 1639; † 3 май 1702), гранд-приор на Малтийския орден, посланик в Лондон и Варшава, фелдмаршал 1700 г.
- Парис Доминикус фон Тун и Хоенщайн († 24 октомври 1697)
- Йохана Катарина фон Тун и Хоенщайн (* 5 септември 1635; † 23 август 1688), монахиня кармелитка
- Франц Зигмунд фон Тун и Хоенщайн (* 1 септември 1639; † 3 май 1702), гранд-приор на Малтийския орден, посланик в Лондон и Варшава, фелдмаршал 1700 г.
- Ромедиус Константин фон Тун и Хоенщайн (* 2 март 1641; † 30 април 1700), граф, женен 1669 г. за Мария Франциска Барбара фон Залм-Нойбург (* 1655; † 20 февруари 1707), дъщеря на граф Карл фон Залм-Нойбург (1604 – 1662/1664) и графиня Елизабет Бернхардина фон Тюбинген, фрайфрау фон Лихтенек (1624 – 1666); има един син
- Йохан Ернст фон Тун-Хоенщайн (* 6 юли 1643, Прага; † 20 април 1709), епископ на Зекау (1679 – 1687) и княжески архиепископ на Залцбург (1687 – 1709)
- Йозеф фон Тун-Хоенщайн (* 1644; † 1697), монах капуцинец
- Рудолф Йозеф фон Тун-Хоенщайн († 20 май 1702), епископ на Зекау, монах капуцинец
- 5 деца († млади)